# Ašanja
Ašanja (Ашања) település Szerbiában, a Vajdaságban, a Szerémségi körzetben, Pecsince községben.

## Demográfiai változások
| 1948 | 1953 | 1961 | 1971 | 1981 | 1991 | 2002 |
| ---- | ---- | ---- | ---- | ---- | ---- | ---- |
| 1468 | 1465 | 1608 | 1455 | 1481 | 1486 | 1488 |